# De Riquet de Caraman
De Riquet de Caraman of de Riquet de Caraman Chimay is een oud geslacht dat zowel tot de voormalige Franse adel behoort, als wel onderdeel uitmaakt van de Belgische en Nederlandse adel. Leden van de huidige Franse tak dragen de achternaam "de Riquet de Caraman" en het hoofd van deze tak de titel "duc de Caraman". Leden van de huidige Belgische en Nederlandse tak hebben de achternaam "de Riquet de Caraman Chimay", waarbij het hoofd de adellijke titel "prins de Chimay" heeft. In Nederland is het een van de slechts vier overgebleven geslachten die nog een prinsentitel voeren (de andere geslachten zijn het koninklijk huis Van Oranje-Nassau, en de adellijke geslachten De Bourbon de Parme en Wellesley).

## Frankrijk

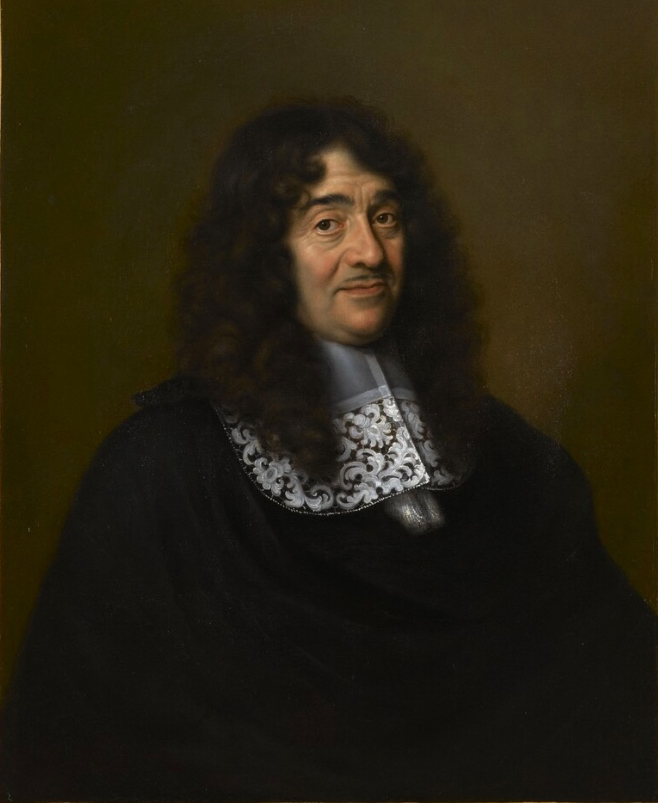
Portret van Pierre-Paul Riquet

De familie "Riquet" of "Riqueti" komt oorspronkelijk uit Italië en in Frankrijk heeft zij haar oorsprong in het stadje Seyne. Het betrof hier kooplieden die rijk werden door de handel in Marseille.
Het adellijke geslacht begon met Pierre-Paul Riquet, die in 1666 door koning Lodewijk XIV van Frankrijk werd geadeld met de titel Baron de Bonrepos. Pierre-Paul Riquet kocht in 1670 het graafschap Caraman voor zijn zoon Pierre-Paul II de Riquet die daarmee de titel comte de Caraman ging voeren. Per koninklijk decreet in 1817 werd Victor I Louis Charles de Riquet graaf de Caraman door koning Lodewijk XVIII verheven tot marquis de Caraman en per besluit in 1828 van koning Karel X verwierf hij de titel duc de Caraman. Gedurende zijn leven werd hij dus achtereenvolgens de 5e graaf (1807) na overlijden van zijn vader Victor-Maurice, de 1e markies (1817) en de 1e hertog de Caraman (1828).
Sindsdien voert het familiehoofd van de Franse tak de titel duc de Caraman.

## Nederland
François-Joseph de Riquet de Caraman Chimay (1771-1843) werd geboren in Parijs als jongste kind van Victor-Maurice de Riquet de Caraman, 4e graaf de Caraman. Hij emigreerde tijdens de Franse Revolutie naar Nederland. In 1804 had hij de titel prince de Chimay en landgoed Chimay geërfd van zijn oom (Philippe Gabriel Maurice Joseph d'Alsace de Hénin-Liétard, 15e prins de Chimay) van moederszijde (Marianne d'Alsace d'Hénin-Liétard) en was zich nadien als zodanig gaan noemen. Met het nieuwe Verenigd Koninkrijk der Nederlanden wilde hij tot de Nederlandse adel gaan behoren. Volgens de Nederlandse Hoge Raad van Adel betrof zijn landgoed Chimay echter een voormalig prinsdom en was de titel verbonden aan het goed, niet aan de naam. Daarom werd de titel eerst niet erkend in Nederland. Maar bij Koninklijk Besluit (K.B.) van 13 september 1817 (La G4, nr. 95) werd het adellijke geslacht erkend en daarmee tevens de titel prins van Chimay verleend als personeel. Bij KB. van 21 maart 1823 (nr. 95) werd de personele verlening vervolgens omgezet in een normale verlening, waarmee sindsdien deze titel overerfbaar werd met overgang op eerstgeboorte.
Bij K.B. van 21 september 1824 (nr. 119) werd hem tevens de erfelijke titel van "graaf" verleend met overgang op allen. Met dit besluit werd aan hem en zijn afstammelingen, voor zover deze de titel van prins droegen, ook toegestaan de prinsenkroon te voeren, zoals vastgesteld voor de Nederlandse adel.
Per K.B. van 4 april 1827 (nr. 170) mocht zijn oudste zoon Joseph I (1808 - 1886) al reeds tijdens het leven van zijn vader de titel prins van Chimay voeren en werd aan de tweede zoon Michel Gabriël Alphonse Ferdinand vergund de titel graaf van Chimay te voeren. Volgens adelslijst 1825 waren beide titels personeel. Bij K.B. van 17 november 1834 (nr. 60) werd aan de tweede zoon eveneens de persoonlijke titel prins verleend.
Sindsdien voert in Nederland het familiehoofd de titel prins van Chimay en de rest van deze familie graaf of gravin. De graventitel is geplaatst achter 'Riquet' maar voor 'Caraman' (wijzende dus op het laatste; noemende als de Riquet graaf/gravin van Caraman).

## België

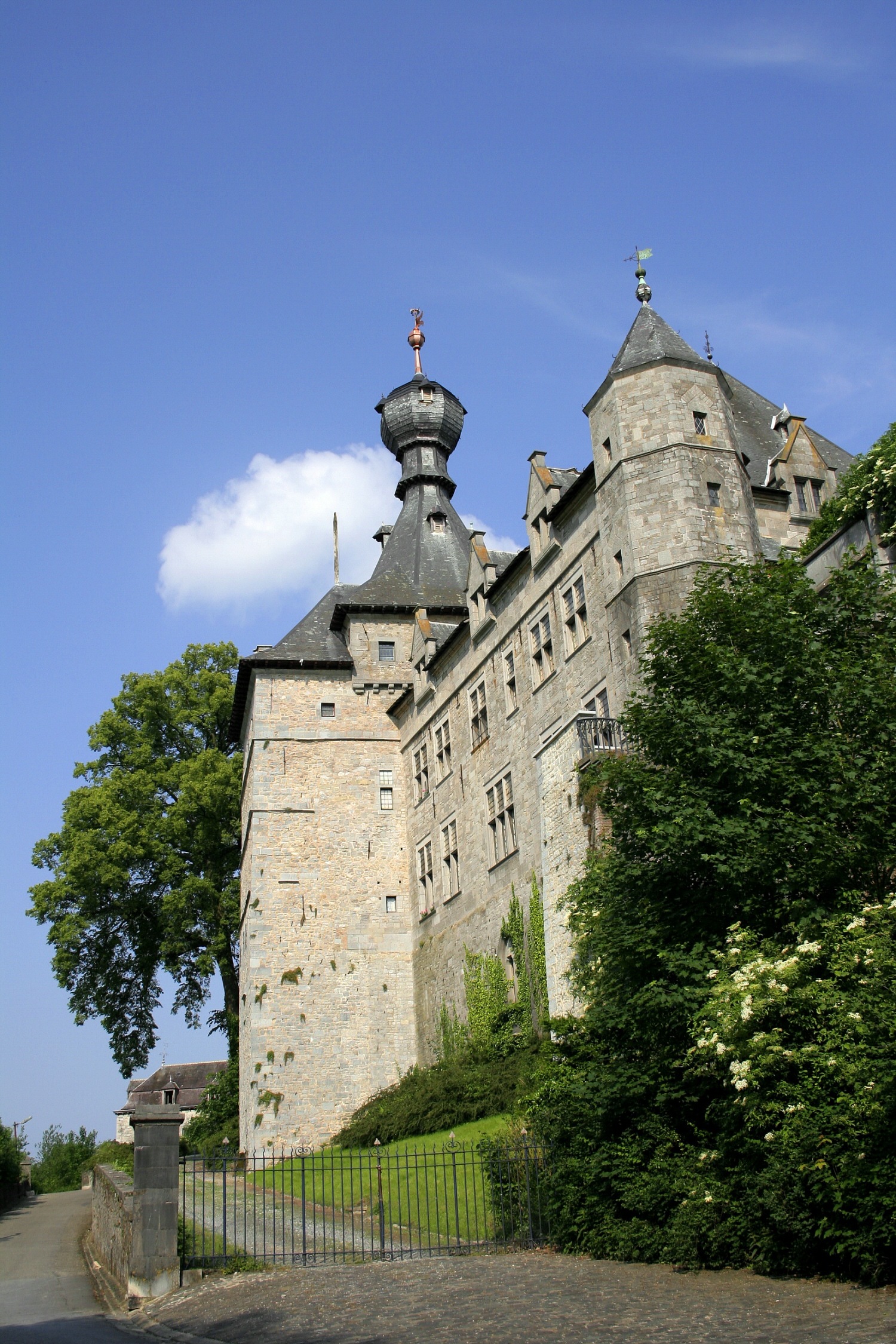
Het kasteel van de prinsen van Chimay in België

Na de afscheiding van België en de installering van Leopold I als koning in 1831, ging een groot deel van de adel in het voorheen Verenigd Koninkrijk der Nederlanden tot de adel van het nieuwe België behoren, zo ook de familie De Riquet de Caraman. De families zijn daarnaast echter ook nog onderdeel gebleven van de Nederlandse adel. De Nederlandse titels van de familie De Riquet de Caraman werden ook in de Belgische adel erkend. Bij Belgisch K.B. in 1856 werd aan de prins de Chimay ook te titel prins (prince) de Caraman verleend met overgang op eerstgeboorte. Per Belgisch K.B. in 1867 werd eveneens de titel prins (prince) de Caraman-Chimay verleend met overgang op alle mannelijke afstammelingen. In 1889 werd bij K.B. toestemming verleend om de titel 'gravin (comtesse) de Caraman' voortaan te vervangen door de titel gravin (comtesse) de Caraman-Chimay.
Misschien het bekendste lid van deze familie was Elisabeth gravin de Caraman-Chimay (Parijs, 11 juli 1860 - Genève 21 augustus 1952) die in 1878 trouwde met Henri graaf Greffulhe (1848 - 1932); ze is dan ook bekend geworden onder de naam Comtesse Greffulhe. Zij was bevriend met Marcel Proust die over haar zei: "Zij is de mooiste vrouw van Europa". Haar achter-achterkleindochter schreef een biografie over haar.
Het familiehoofd van de Belgische/Nederlandse tak voert sindsdien in België de titel prins van (prince de) Chimay, met soms ook de titel prins van (prince de) Caraman. De rest van deze familie voert hier de titels prins (prince) of gravin (comtesse) de Caraman-Chimay (noemende dus als de Riquet prince/comtesse de Caraman-Chimay).

## Familiehoofden

### Franse tak
- 1666-1680 Pierre Paul Riquet, baron de Bonrepos (1604/1609-1680)

#### Graven de Caraman
- 1680-?: Pierre-Paul II Riquet de Caraman, 1e graaf de Caraman (1644/1646-1730)[11]
- ?-?: Jean Mathias de Riquet de Caraman, 2e graaf de Caraman? (1638-1714)
- 1714-1760: Victor Pierre François de Riquet de Caraman, 3e graaf de Caraman (1698-1760)
- 1760-1807: Victor-Maurice de Riquet de Caraman, 4e graaf de Caraman (1727-1807)

#### Hertogen de Caraman[12]
- 1807-1839: Victor I Louis Charles de Riquet de Caraman, 1e hertog de Caraman - Diplomaat (1762/1764-1839)[13]
  - Victor II Marie Joseph Louis de Riquet de Caraman, markies de Caraman, baron de l'Empire (1786-1837)[14]
- 1839-1868: Victor III Charles Antoine de Riquet de Caraman, 2e hertog de Caraman, baron de l'Empire (1811-1868)[15]
- 1868-1919: Victor Charles Emmanuel de Riquet de Caraman, 3e hertog de Caraman (1839-1919)[16]
- 1919-1931: Georges Ernest Maurice de Riquet de Caraman, 4e hertog de Caraman (1845-1931)[17]
- 1931-1958: Ernest Félix Joseph de Riquet de Caraman, 5e hertog de Caraman - heer van Château de Courson, Franse artillerie-officier (1875-1958)
- 1958-2010: Jean de Riquet de Caraman, 6e hertog de Caraman (1916-2010)
- 2010-heden: Philippe de Riquet de Caraman, 7e hertog de Caraman (geboren 1948)

### Belgische en Nederlandse tak[18][19]

#### Prinsen van Chimay
- 1804-1843: François-Joseph de Riquet de Caraman Chimay, 16e prins van Chimay - Lid Nederlandse Eerste Kamer (1771-1843)[20][21][22]
- 1843-1886: Joseph I Philippe François de Riquet de Caraman Chimay, 17e prins de Chimay, prins de Caraman - Belgisch diplomaat, industrieel, volksvertegenwoordiger en burgemeester (1808-1886).
- 1886-1892: Joseph II Marie Guy Henri Philippe de Riquet de Caraman Chimay, 18e prins de Chimay, prins de Caraman - Belgisch volksvertegenwoordiger en minister van buitenlandse zaken (1836-1892)
- 1892-1937: Joseph III Marie Anatole Elie de Riquet de Caraman Chimay, 19e prins de Chimay, prins de Caraman, Belgisch volksvertegenwoordiger (1858-1937).
- 1937-1945: Joseph IV de Riquet de Caraman Chimay, 20e prins de Chimay, prins de Caraman (1921-1990)[23]
- 1945-1980: Elie de Riquet de Caraman Chimay, 21e prins de Chimay, prins de Caraman (1924-1980)
- 1980-heden: Philippe de Riquet de Caraman Chimay, 22e prins de Chimay, prins de Caraman (1948).